# Hernádszentandrás
Hernádszentandrás község Borsod-Abaúj-Zemplén vármegyében, az Encsi járásban.

## Fekvése
A Hernád völgyében fekszik, a Cserehát és a Zempléni-hegység között, a megyeszékhely Miskolctól 35 kilométerre északkeletre. Teljes lakott területe és közigazgatási területének túlnyomó része is a folyó jobb partján található, de egy kisebb, hozzávetőleg egy négyzetkilométernyi területrésze a túlparti oldalon helyezkedik el.
A közvetlenül határos települések: észak felől Forró, kelet felől Pere, dél felől Felsődobsza, nyugat felől pedig Ináncs; délnyugaton egy rövid szakaszon határos még az amúgy távolabb fekvő Csobáddal is.

### Megközelítése
Csak közúton érhető el: Ináncs, valamint Pere-Abaújszántó felől a 3704-es, Encs felől pedig a 3706-os úton. Határszélét északnyugaton, egy rövid szakaszon érinti még a 3-as főút is.
Vasútvonal nem érinti, a legközelebbi vasúti csatlakozási lehetőséget így a Felsőzsolca–Hidasnémeti-vasútvonal Ináncs megállóhelye kínálja, mintegy 4 kilométerre nyugatra.

## Története
Hernádszentandrás (Ináncs, Fel-) Árpád-kori település. Nevét az oklevelek 1271-ben említették először, Inanchként.
Ináncs már a 13. században is két faluból állt, mely a 14. századtól elkülönült nevében is: Alsó, vagyis a mai Ináncsból és Fel-Ináncsból, vagyis Szentandrásból, mely a Zovárd nemzetség birtoka volt.
1331-ben a Zovárd nemzetséghez tartozó Aprod (dictus) István fia Péternek a birtoka volt.
1329-től egyházának védőszentjéről Szentandrásnak nevezik.

## Közélete

### Polgármesterei
| Időszak   | Név            | Jelölő szervezet | Megjegyzés                         |
| --------- | -------------- | ---------------- | ---------------------------------- |
| 1990–1994 | Gombár László  | FKgP             |                                    |
| 1994–1998 | Gombár László  | független        |                                    |
| 1998–2001 | Gombár László  | független        |                                    |
| 2001–2002 | Szűcs Józsefné | független        | Időközi választás: 2001. május 27. |
| 2002–2006 | Szűcs Józsefné | független        |                                    |
| 2006–2010 | Üveges Gábor   | független        |                                    |
| 2010–2014 | Üveges Gábor   | független        |                                    |
| 2014–2019 | Üveges Gábor   | független        |                                    |
| 2019–2024 | Üveges Gábor   | független        |                                    |
| 2024–     | Ónodi Csaba    | független        |                                    |

A településen 2001. május 27-én időközi polgármester-választást tartottak, mert az előző faluvezetőnek – még tisztázást igénylő okból – megszűnt a polgármesteri tisztsége.

## Népesség
A település népességének változása:
| Lakosok száma | 443  | 439  | 425  | 445  | 435  | 470  | 480  |
|               | 2013 | 2014 | 2015 | 2021 | 2022 | 2023 | 2024 |

2001-ben a település lakosságának 75%-a magyar, 25%-a cigány nemzetiségűnek vallotta magát.
A 2011-es népszámlálás során a lakosok 79%-a magyarnak, 2,4% cigánynak mondta magát (21% nem válaszolt; a kettős identitások miatt a végösszeg nagyobb lehet 100%-nál). A vallási megoszlás a következő volt: római katolikus 15%, református 29,2%, görögkatolikus 5,3%, felekezeten kívüli 4,6% (45,4% nem válaszolt).
2022-ben a lakosság 92,2%-a vallotta magát magyarnak, 34,7% cigánynak, 0,2% szlováknak, 0,2% szlovénnek, 0,2% bolgárnak, 0,2% görögnek, 0,2% egyéb, nem hazai nemzetiségűnek (7,8% nem nyilatkozott; a kettős identitások miatt a végösszeg nagyobb lehet 100%-nál). Vallásuk szerint 15,4% volt római katolikus, 34,7% református, 13,1% görög katolikus, 0,5% egyéb keresztény, 0,2% evangélikus, 0,2% ortodox, 10,6% felekezeten kívüli (25,3% nem válaszolt).

## Látnivalók
- Református templom

## Környező települések
Ináncs (3 km), Pere (4 km), a legközelebbi város: Encs (kb. 6 km).

## Közlekedés
A település a Volánbusz 3816-os járatával közelíthető meg.